# 2. Deutsche Volleyball-Bundesliga 1995/96 (Frauen)
Die Saison 1995/96 der 2. Volleyball-Bundesliga der Frauen war die zwanzigste Ausgabe dieses Wettbewerbs.

## 2. Bundesliga Nord
Meister und Aufsteiger in die 1. Bundesliga wurde der TvdB Bremen. Absteigen mussten der TC Kreuzau und der TV Hörde. Post Telekom Berlin zog sich zurück.

### Mannschaften
In dieser Saison spielten folgende zehn Mannschaften in der 2. Bundesliga Nord der Frauen:
- Post Telekom Berlin
- VC Olympia Berlin
- USC Braunschweig
- TvdB Bremen
- SCU Emlichheim
- TV Fischbek Hamburg
- TV Hörde
- TC Kreuzau
- Marzahner TV
- USC Münster II

Absteiger aus der 1. Bundesliga gab es keine. Aus der Regionalliga stiegen der USC Braunschweig (Nordwest), der Marzahner TV (Nordost) und der TC Kreuzau (West) auf. Ein Sonderspielrecht hatte wieder der VC Olympia Berlin.

### Tabelle
|                         | Verein           | Spiele | Punkte | Sätze |
| ----------------------- | ---------------- | ------ | ------ | ----- |
| 1.                      | Bremen           | 18     | 36:0   | 54:9  |
| 2.                      | Fischbek         | 18     | 32:4   | 48:13 |
| 3.                      | Post Berlin      | 18     | 26:10  | 45:28 |
| 4.                      | Emlichheim       | 18     | 18:18  | 41:33 |
| 5.                      | Münster II       | 18     | 16:20  | 36:37 |
| 6.                      | Braunschweig (N) | 18     | 14:22  | 30:43 |
| 7.                      | Marzahn (N)      | 18     | 14:22  | 29:43 |
| 8.                      | Kreuzau (N)      | 18     | 12:24  | 28:42 |
| 9.                      | VCO Berlin (S)   | 18     | 12:24  | 25:41 |
| 10.                     | Hörde            | 18     | 0:36   | 7:54  |
| Stand: Abschlusstabelle |                  |        |        |       |

|     | Aufsteiger in die Bundesliga               |
|     | Absteiger in die Regionalliga bzw. Rückzug |
| (N) | Aufsteiger aus der Regionalliga            |
| (S) | Sonderspielrecht                           |

## 2. Bundesliga Süd
Meister und Aufsteiger in die 1. Bundesliga wurde der TV Dingolfing. In die Regionalliga absteigen mussten der TuS Griesheim, der TuS Braugold Erfurt, der TSV Schmiden und der GSV Maichingen.

### Mannschaften
In dieser Saison spielten folgende zwölf Mannschaften in der 2. Bundesliga Süd der Frauen:
- TV Dingolfing
- Dresdner SC
- TuS Braugold Erfurt
- Ettlinger SV
- TuS Griesheim
- SC Leipzig
- GSV Maichingen
- TSV Schmiden
- SV Sinsheim
- SSV Ulm
- TV Wetzlar
- 1. VC Wiesbaden

Absteiger aus der 1. Bundesliga gab es keine. Aus der Regionalliga stiegen der TV Wetzlar (Südwest), der SC Leipzig (Ost) und der SSV Ulm (Süd) auf.

### Tabelle
|                         | Verein      | Spiele | Punkte | Sätze |
| ----------------------- | ----------- | ------ | ------ | ----- |
| 1.                      | Dingolfing  | 22     | 42:2   | 64:11 |
| 2.                      | Sinsheim    | 22     | 40:4   | 60:13 |
| 3.                      | Wiesbaden   | 22     | 30:14  | 51:32 |
| 4.                      | Dresden     | 22     | 28:16  | 48:29 |
| 5.                      | Ettlingen   | 22     | 28:16  | 52:34 |
| 6.                      | Leipzig (N) | 22     | 26:18  | 43:40 |
| 7.                      | Wetzlar (N) | 22     | 20:24  | 42:41 |
| 8.                      | Ulm (N)     | 22     | 16:28  | 31:49 |
| 9.                      | Griesheim   | 22     | 14:30  | 27:53 |
| 10.                     | Erfurt      | 22     | 8:36   | 23:56 |
| 11.                     | Schmiden    | 22     | 6:38   | 21:60 |
| 12.                     | Maichingen  | 22     | 6:38   | 16:60 |
| Stand: Abschlusstabelle |             |        |        |       |

|     | Aufsteiger in die Bundesliga    |
|     | Absteiger in die Regionalliga   |
| (N) | Aufsteiger aus der Regionalliga |